# Bathippus latericius
Bathippus latericius là một loài nhện trong họ Salticidae.
Loài này thuộc chi Bathippus. Bathippus latericius được Tord Tamerlan Teodor Thorell miêu tả năm 1881.